# Фуджими
Фуджими е град в префектура Сайтама, Япония. Населението му е 109 332 жители (по приблизителна оценка от октомври 2018 г.), а площта e 19,17 кв. км. Намира се в часова зона UTC+9. Побратимен е с град Шабац, Сърбия. Основан е през 1972 г.